# Coppa Italia Dilettanti 2024-2025
La Coppa Italia Dilettanti 2024-2025 è stata la cinquantottesima edizione di un trofeo di calcio al quale partecipano tutte le squadre iscritte ai campionati di Eccellenza, oltre ad alcune di Promozione. Secondo il regolamento, la squadra vincitrice avrebbe acquisito il diritto a partecipare al campionato di Serie D 2025-2026.

## Formula
Come stabilito dal regolamento, la competizione prevede una prima fase regionale, organizzata e gestita dai Comitati Regionali stessi che ne stabiliscono la formula. Ogni comitato deve segnalare la squadra qualificata alla fase nazionale della competizione, che deve necessariamente militare in Eccellenza e che viene insignita del titolo di Campione di Coppa Regionale.
Le 19 squadre qualificate dai tornei regionali sono suddivise in 8 raggruppamenti:
Girone A: Liguria - Lombardia - Piemonte

Girone B: Friuli-Venezia Giulia - Trentino-Alto Adige - Veneto

Girone C: Emilia-Romagna - Toscana

Girone D: Marche - Umbria

Girone E: Lazio - Sardegna

Girone F: Abruzzo - Molise

Girone G: Basilicata - Campania - Puglia

Girone H: Calabria - Sicilia
I gruppi composti da tre squadre si affronteranno in un torneo triangolare di sola andata, mentre delle singole gare si svolgerà sia l'andata che il ritorno.
Tutti i turni successivi si svolgeranno in gare di andata e ritorno, tranne la finale che sarà a gara unica.

### Caso eccezionale
Come detto, la coppa offrirebbe un prestigioso posto per la Serie D, di cui tuttavia la vincitrice non ha usufruito in quanto già vincitrice del suo campionato. Lo stesso discorso è valso per l’altra finalista, così pure per le due semifinaliste. Non indicando le NOIF della FIGC altre squadre da prendere in considerazione, il posto è rimasto vacante.

## Calendario
| Fase                        | Turno            | Andata           | Ritorno          |
| --------------------------- | ---------------- | ---------------- | ---------------- |
| Fase a gironi               | Prima giornata   | 12 febbraio 2025 | 12 febbraio 2025 |
| Fase a gironi               | Seconda giornata | 19 febbraio 2025 | 19 febbraio 2025 |
| Fase a gironi               | Terza giornata   | 26 febbraio 2025 | 26 febbraio 2025 |
| Fase a eliminazione diretta |                  |                  |                  |
| Quarti di finale            | 5 marzo 2025     | 12 marzo 2025    |                  |
| Semifinali                  | 19 marzo 2025    | 26 marzo 2025    |                  |
| Finale                      | 10 maggio 2025   | 10 maggio 2025   |                  |

## Riepilogo fase regionale
| Coppa Regionale              | Vincitrice            | Finalista             | Risultato          | Partecipanti                                                                     |
| ---------------------------- | --------------------- | --------------------- | ------------------ | -------------------------------------------------------------------------------- |
| Coppa Abruzzo                | Giulianova            | Castelnuovo Vomano    | 2-0                | le 18 di Eccellenza                                                              |
| Coppa Basilicata             | San Cataldo           | Pomarico              | 1-0; 0-1 (7-6 dtr) | le 16 di Eccellenza                                                              |
| Coppa Calabria               | Digiesse PraiaTortora | San Luca              | 1-0                | 48 (16 di Eccellenza e 32 di Promozione)                                         |
| Coppa Campania               | Santa Maria Cilento   | Nola                  | 1-1 (4-2 dtr)      | le 36 di Eccellenza                                                              |
| Coppa Emilia-Romagna         | Gambettola            | Nibbiano & Valtidone  | 0-0 (4-2 dtr)      | le 36 di Eccellenza                                                              |
| Coppa Friuli-Venezia Giulia  | Codroipo              | Tamai                 | 1-1 (4-1 dtr)      | le 18 di Eccellenza                                                              |
| Coppa Lazio                  | Montespaccato         | Valmontone            | 2-1                | le 36 di Eccellenza                                                              |
| Coppa Liguria                | Genova Calcio         | Pietra Ligure         | 3-1                | le 16 di Eccellenza                                                              |
| Coppa Lombardia              | Rovato Vertovese      | Solbiatese            | 4-0                | le 54 di Eccellenza                                                              |
| Coppa Marche                 | Urbania               | Chiesanuova           | 1-0                | le 16 di Eccellenza                                                              |
| Coppa Molise                 | Venafro               | Aurora Alto Casertano | 1-1 (5-3 dtr)      | 32 (16 di Eccellenza e 16 di Promozione)                                         |
| Coppa Piemonte-Valle d'Aosta | Alba                  | Luese Cristo          | 2-0                | le 32 di Eccellenza                                                              |
| Coppa Puglia                 | Barletta              | Pro Italia Galatina   | 1-0; 4-0           | le 20 di Eccellenza                                                              |
| Coppa Sardegna               | Ossese                | Villasimius           | 1-0                | le 16 di Eccellenza                                                              |
| Coppa Sicilia                | Sciacca               | Avola                 | 1-0                | le 32 di Eccellenza                                                              |
| Coppa Toscana                | Sestese               | Massese               | 1-0 (dts)          | le 32 di Eccellenza                                                              |
| Coppa Trentino-Alto Adige    | Brixen                | Levico Terme          | 2-0                | le 16 di Eccellenza                                                              |
| Coppa Umbria                 | Sansepolcro           | Cannara               | 1-0                | le 16 di Eccellenza                                                              |
| Coppa Veneto                 | Sandonà               | Albignasego           | 0-0 (5-4 dtr)      | le 32 di Eccellenza                                                              |
| Totale                       | 19 club ammessi       | -                     | -                  | 522 club partecipanti alle fasi regionali (474 di Eccellenza e 48 di Promozione) |

## Fase eliminatoria a gironi
Ecco il programma ufficiale delle gare.

### Girone A
| Squadra             | P.ti | G | V | N | P | GF | GS | DR |
| ------------------- | ---- | - | - | - | - | -- | -- | -- |
| 1. Rovato Vertovese | 4    | 2 | 1 | 1 | 0 | 4  | 0  | +4 |
| 2. Genova Calcio    | 3    | 2 | 1 | 0 | 1 | 3  | 4  | -1 |
| 3. Alba             | 1    | 2 | 0 | 1 | 1 | 0  | 3  | -3 |

| Genova 12 febbraio 2025, ore 15:00 CET | Genova Calcio  | 3 – 0 (tav.) | Alba | Stadio Italo Ferrando\| Arbitro: \| Alfieri (Nola) \| |
| Arbitro:                               | Alfieri (Nola) |              |      |                                                       |

| Alba 19 febbraio 2025, ore 16:30 CET | Alba                 | 0 – 0 | Rovato Vertovese | Campo sportivo Michele Coppino\| Arbitro: \| Haba (Caltanissetta) \| |
| Arbitro:                             | Haba (Caltanissetta) |       |                  |                                                                      |

| Arbitro: | Zampieri (Rovigo) |

|                                                                   |           |  |
| Cartella 15’ Messedaglia 42’ (rig.) Pozzoni 47’ Vitali 69’ (rig.) | Marcatori |  |

### Girone B
| Squadra     | P.ti | G | V | N | P | GF | GS | DR |
| ----------- | ---- | - | - | - | - | -- | -- | -- |
| 1. Codroipo | 4    | 2 | 1 | 1 | 0 | 5  | 1  | +4 |
| 2. Brixen   | 3    | 2 | 1 | 0 | 1 | 5  | 5  | 0  |
| 3. Sandonà  | 1    | 2 | 0 | 1 | 1 | 2  | 6  | -4 |

| Arbitro: | Giorgino (Milano) |

|                 |           |             |
| Scantamburlo 8’ | Marcatori | 67’ Zanolla |

| Arbitro: | Musumeci (Cassino) |

|                                                                 |           |             |
| Menghin 13’ Sanna 16’ Mellarini 32’ Nardone 59’ Ausserhofer 65’ | Marcatori | 29’ Crivaro |

| Arbitro: | Norci (Arezzo) |

|                                                      |           |  |
| Nastri 19’ Tonizzo 61’ (rig.) Bertoli 67’ Cassin 88’ | Marcatori |  |

### Girone C
| Squadra 1  | Totale | Squadra 2 | Andata | Ritorno |
| ---------- | ------ | --------- | ------ | ------- |
| Gambettola | 1 - 2  | Sestese   | 0 - 1  | 1 - 1   |

| Arbitro: | Airaghi Colombo (Legnano) |

|  |           |             |
|  | Marcatori | 61’ Ciotola |

| Arbitro: | Casula (Ozieri) |

|                 |           |             |
| Manganiello 23’ | Marcatori | 84’ Mancini |

### Girone D
| Squadra 1   | Totale | Squadra 2 | Andata | Ritorno |
| ----------- | ------ | --------- | ------ | ------- |
| Sansepolcro | 3 - 0  | Urbania   | 1 - 0  | 2 - 0   |

| Arbitro: | Carluccio (L'Aquila) |

|            |           |  |
| Brizzi 47’ | Marcatori |  |

| Arbitro: | Ventrone (Roma 1) |

|  |           |                           |
|  | Marcatori | 37’ Pasquali 60’ Mariotti |

### Girone E
| Squadra 1     | Totale | Squadra 2 | Andata | Ritorno |
| ------------- | ------ | --------- | ------ | ------- |
| Montespaccato | 5 - 3  | Ossese    | 3 - 1  | 2 - 2   |

| Arbitro: | Albione (Lecce) |

|                             |           |          |
| Giordani 2’, 7’ Moretti 87’ | Marcatori | 14’ Saba |

| Arbitro: | Ferroni (Fermo) |

|                       |           |                  |
| Franchi 5’ Tuccio 19’ | Marcatori | 16’, 56’ Damiani |

### Girone F
| Squadra 1 | Totale | Squadra 2  | Andata | Ritorno |
| --------- | ------ | ---------- | ------ | ------- |
| Venafro   | 0 - 1  | Giulianova | 0 - 0  | 0 - 1   |

| Venafro 19 febbraio 2025, ore 15:00 CET | Venafro            | 0 – 0 | Giulianova | Stadio Marchese Alessandro del Prete\| Arbitro: \| Belingheri (Lecco) \| |
| Arbitro:                                | Belingheri (Lecco) |       |            |                                                                          |

| Arbitro: | Monti (Como) |

|             |           |  |
| Finizio 82’ | Marcatori |  |

### Girone G
| Squadra                | P.ti | G | V | N | P | GF | GS | DR |
| ---------------------- | ---- | - | - | - | - | -- | -- | -- |
| 1. Barletta            | 6    | 2 | 2 | 0 | 0 | 4  | 0  | +4 |
| 2. Santa Maria Cilento | 3    | 2 | 1 | 0 | 1 | 1  | 2  | -1 |
| 3. San Cataldo         | 0    | 2 | 0 | 0 | 2 | 0  | 3  | -3 |

| Arbitro: | Pellegrino (Teramo) |

|                                     |           |  |
| Strambelli 3’ (rig.) Bernaola 90+5’ | Marcatori |  |

| Arbitro: | Vendrame (Trieste) |

|               |           |  |
| Navarrete 48’ | Marcatori |  |

| Arbitro: | Tavassi (Tivoli) |

|  |           |                          |
|  | Marcatori | 21’ Lopez 43’ Strambelli |

### Girone H
| Squadra 1             | Totale          | Squadra 2 | Andata | Ritorno |
| --------------------- | --------------- | --------- | ------ | ------- |
| Digiesse PraiaTortora | 2 - 2 (1-3 dtr) | Sciacca   | 2 - 1  | 0 - 1   |

| Arbitro: | Cornel Pal (Roma 1) |

|                  |           |              |
| Lentini 33’, 46’ | Marcatori | 4’ Catanzaro |

| Arbitro: | Cazzavillan (Vicenza) |

|                                        |                      |                             |
| Gueye 33’                              | Marcatori            |                             |
| Cipolla Margaritini Jammeh Kari Camara | Tiri di rigore 3 – 1 | Bert Lentini Maitini Grosso |

## Fase a eliminazione diretta

### Quarti di finale
| Squadra 1        | Totale | Squadra 2     | Andata | Ritorno |
| ---------------- | ------ | ------------- | ------ | ------- |
| Rovato Vertovese | 1 - 0  | Codroipo      | 1 - 0  | 0 - 0   |
| Sestese          | 0 - 1  | Sansepolcro   | 0 - 0  | 0 - 1   |
| Giulianova       | 3 - 1  | Montespaccato | 1 - 0  | 2 - 1   |
| Sciacca          | 1 - 2  | Barletta      | 1 - 1  | 0 - 1   |

#### Andata
| Arbitro: | Elia (Ostia Lido) |

|                   |           |  |
| Messedaglia 90+2’ | Marcatori |  |

| Sesto Fiorentino 5 marzo 2025, ore 15:00 CET | Sestese           | 0 – 0 | Sansepolcro | Stadio Piero Torrini\| Arbitro: \| Zamagna (Saronno) \| |
| Arbitro:                                     | Zamagna (Saronno) |       |             |                                                         |

| Arbitro: | Fermo (Torre Annunziata) |

|                |           |  |
| Carbonelli 62’ | Marcatori |  |

| Arbitro: | Antonuccio (Roma 1) |

|               |           |               |
| Catanzaro 71’ | Marcatori | 36’ Lattanzio |

#### Ritorno
| Codroipo 12 marzo 2025, ore 16:00 CET | Codroipo              | 0 – 0 | Rovato Vertovese | Stadio comunale\| Arbitro: \| Pasqualini (Macerata) \| |
| Arbitro:                              | Pasqualini (Macerata) |       |                  |                                                        |

| Arbitro: | Scalvi (Lodi) |

|             |           |  |
| Masotti 87’ | Marcatori |  |

| Arbitro: | Cisternini (Seregno) |

|              |           |                            |
| Giordani 34’ | Marcatori | 43’ Ceccani 59’ De Filippo |

| Arbitro: | Calabrò (Reggio Calabria) |

|               |           |  |
| Lattanzio 29’ | Marcatori |  |

### Semifinali
| Squadra 1   | Totale          | Squadra 2        | Andata | Ritorno |
| ----------- | --------------- | ---------------- | ------ | ------- |
| Sansepolcro | 2 - 2 (3-4 dtr) | Rovato Vertovese | 0 - 1  | 2 - 1   |
| Barletta    | 3 - 3 (4-3 dtr) | Giulianova       | 1 - 1  | 2 - 2   |

#### Andata
| Arbitro: | Bevere (Chivasso) |

|  |           |             |
|  | Marcatori | 24’ Belotti |

| Arbitro: | Copelli (Mantova) |

|              |           |                  |
| Bernaola 22’ | Marcatori | 90+3’ De Filippo |

#### Ritorno
| Arbitro: | Diella (Vasto) |

|                                            |                      |                                            |
| Pozzoni 50’                                | Marcatori            | 11’, 40’ Valori                            |
| Messedaglia Pozzoni Vitali Hamzah Palamini | Tiri di rigore 4 – 3 | Bartoccini Gorini Valori Tersini Lorenzoni |

| Arbitro: | Volpi (La Spezia) |

|                                                               |                      |                                                            |
| Staropoli 14’ (aut.) Carbonelli 20’                           | Marcatori            | 42’ (rig.), 68’ (rig.) Strambelli                          |
| Donatangelo Ciglio Scognamiglio De Filippo Finizio Barlafante | Tiri di rigore 3 – 4 | Bernaola Lattanzio Giambuzzi De Gol Strambelli Scaringella |

### Finale
| Squadra 1 | Risultato | Squadra 2        |
| --------- | --------- | ---------------- |
| Barletta  | 1 - 3     | Rovato Vertovese |

#### Finale
| Arbitro: | Previdi (Modena) |

|              |           |                              |
| Bernaola 40’ | Marcatori | 62’ Adenyo 70’, 84’ Cartella |